# تالیز مگنو
تالیز مگنو (پرتغالی: Talles Magno؛ زادهٔ ۲۶ ژوئن ۲۰۰۲) بازیکن فوتبال اهل برزیل است.
از باشگاه‌هایی که در آن بازی کرده‌است می‌توان به باشگاه ورزشی واسکو دوگاما اشاره کرد.
وی همچنین در تیم ملی فوتبال زیر ۱۷ سال برزیل بازی کرده‌است.